# Mycobacterium bovis
Mycobacterium bovis és un eubacteri aeròbic de creixement lent (16-20 hores de temps de generació), que causa tuberculosi en els bovins. Està relacionat amb Mycobacterium tuberculosis (el bacteri que causa tuberculosi en els humans), i també pot saltar la barrera entre espècies, produint tuberculosi en humans.